# Superman II: The Richard Donner Cut
Superman II: The Richard Donner Cut è la versione originale del film Superman II (1980) diretta da Richard Donner. Questa versione del film è uscita in DVD nel 2006 e differenzia dall'originale per il diverso montaggio voluto da Donner, e per la presenza di scene diverse da quelle dell'opera diretta da Richard Lester. Mai doppiata in italiano, è comunque sottotitolata in questa lingua.
Contrariamente al film originale, la versione di Donner include anche le scene con Marlon Brando (che Lester fu costretto ad eliminare a causa dell'alto compenso richiesto dall'attore per l'utilizzo delle sue riprese nel film) ed elimina quelle di Susannah York.

## Scene
Questa versione del film si differenzia per le numerose scene in più rispetto a quelle del film diretto da Richard Lester. Il caso più importante sono le scene con Marlon Brando al posto di quelle di Susannah York.

### Scene aggiuntive rispetto alla versione di Lester
- Viene reinserita la scena in cui Jor-El condanna il Generale Zod, Ursa e Non nella zona fantasma
- Il Generale Zod, Ursa e Non assistono alla distruzione di Krypton e alla partenza di Kal-El per la Terra.
- Il Generale Zod, Ursa e Non vengono portati e imprigionati nella zona fantasma.
- Il Generale Zod, Ursa e Non vagano senza meta nello spazio.
- La zona fantasma viene distrutta da uno dei due missili nucleari usati da Lex Luthor nel primo film, liberando così il Generale Zod, Ursa e Non che si dirigono verso la Luna.
- Lois, vedendo una foto di Superman da vicino, capisce che l'Uomo d'Acciaio è Clark Kent.
- Perry White affida a Lois e Clark un incarico sotto copertura alla Cascate del Niagara per svelare ai rotocalchi tutti i retroscena di una serie di truffe matrimoniali.
- Lois si butta dal palazzo del Daily Planet per testare la sua ipotesi, ma Clark riesce a salvarla senza cambiarsi in Superman.
- Dopo essere scappato di prigione, Lex e la signorina Teschmacher discutono su dove si trovi il nord.
- Il discorso tra Lex Luthor e la signorina Teschmacher prima di entrare nella fortezza della solitudine.
- Lex Luthor scopre, attraverso lo spirito di Jor-El, dell'esistenza di tre entità malvagie provenienti da Krypton.
- Nella camera matrimoniale, Lois spara a Clark e capisce che lui è Superman.
- Superman si toglie i poteri, nonostante suo padre Jor-El sia contrario.
- Il Generale Zod spara ai militari durante l'attacco alla casa bianca.
- Clark ritorna nella fortezza della solitudine e riacquista i poteri grazie all'intervento di suo padre che sparisce per sempre.
- Versione alternativa della scena finale dello scontro tra Superman e i tre kryptoniani.
- Superman distrugge la fortezza della solitudine.
- Lois scrive l'articolo sulla vittoria di Superman.
- Lois, come il resto del mondo, scorda gli avvenimenti narrati nel film esattamente come avviene nel precedente, quando Superman cambia la rotazione della Terra, facendo tornare indietro il tempo.

### Scene presenti nella versione di Lester (eliminate da Donner)
- La scena in cui Lex Luthor fugge per la seconda volta dalla prigione grazie all'intervento della signorina Teschmacher.
- La scena ambientata a Parigi dove Superman salva Lois e getta la bomba dei terroristi nello spazio.
- Lois e Clark che entrano nella camera matrimoniale.
- Le scene con Susannah York.
- Le scene del combattimento tra Superman e i tre kryptoniani nella fortezza della solitudine.
- Lois dimentica gli avvenimenti precedenti, compreso il fatto di aver giaciuto con Kal-El, grazie a un bacio che Clark le dà per evitare di farle sopportare l'immane peso della sua identità segreta.

## Produzione

### Il licenziamento di Donner
Dopo aver acquisito i diritti di sfruttamento del personaggio di Superman, Ilya Salkind e suo padre Alexander Salkind decisero di produrre due pellicole da girare senza soluzione di continuità. La regia venne affidata al semi-esordiente Richard Donner, il quale, grazie al buon riscontro ottenuto con il film Il presagio, ottenne l'incarico nel gennaio 1977. L'idea originaria era quella di far uscire il primo film nel giugno 1978, ma Donner si dimostrò molto meticoloso nel suo lavoro, provocando non solo uno slittamento della data di uscita prevista, ma anche un aumento del budget. Il dilungarsi della produzione creò così dissapori tra i produttori e il regista, tanto che a un certo punto smisero addirittura di parlarsi. Per mediare questa situazione, venne convocato sul set Richard Lester, il quale aveva in passato lavorato con i Salkind come regista dei film I tre moschettieri, e che funse da persona di collegamento tra Donner e la produzione.
Ad un certo punto, i produttori decisero di interrompere la produzione di Superman II (nonostante almeno tre quarti delle riprese fossero già stati completati da Donner) e di aspettare il resoconto del primo film. Superman uscì nel dicembre 1978 ed ottenne un grandissimo successo, convincendo la produzione a continuare la lavorazione del seguito. Nei mesi successivi all'uscita di Superman, però, le tensioni tra Richard Donner, Pierre Spengler e i Salkind peggiorano ulteriormente. I Salkind cercarono di contattare Donner per completare le riprese, ma lui non solo si rifiutò di rispondere alle loro chiamate ma li offese pubblicamente in alcune dichiarazioni. Così, nel marzo 1979, i due cineasti licenziarono Donner con un laconico telegramma (“I tuoi servizi non sono più richiesti”) e contattarono in primo luogo Guy Hamilton, che declinò. Al suo posto venne assunto Richard Lester. Tuttavia, secondo le regole dell'epoca del sindacato dei registi, per essere accreditati come realizzatori di una pellicola bisognava aver girato almeno il 51% delle riprese. Lester, dunque, dovette non solo girare le scene rimanenti, ma anche rifare da capo scene già dirette a suo tempo da Donner.
Due degli attori principali del primo capitolo non presero parte al sequel: il primo fu Gene Hackman, il quale, oltre a essere rimasto contrariato per il licenziamento di Donner, era anche impegnato sul set del film Reds. L'attore aveva comunque già girato con Donner quasi tutte le scene che lo riguardano e venne dunque sostituito da una controfigura per le poche riprese aggiuntive. La defezione più grave fu quella di Marlon Brando, dettata da due motivi: in primo luogo l'attore intentava una causa contro i Salkind poiché non gli era stata garantita l'intera parte dei profitti concordata; secondariamente, Brando aveva già girato tutte le scene che lo riguardavano, e farlo apparire anche nel sequel avrebbe significato concedergli un'ulteriore parte dei profitti. I Salkind decisero dunque di non includere il grande attore nella seconda pellicola e di sostituirlo con Susannah York, attrice che interpreta la madre di Superman. Donner rimase molto deluso dal licenziamento e definì ogni singola scena diretta dal suo sostituto come «una pugnalata nel cuore».

### La Richard Donner Cut
Negli anni successivi all'uscita di Superman II, molti fan chiesero alla Warner Bros. una edizione speciale della pellicola con il montaggio di Donner. In occasione della produzione di Superman Returns, il montatore Michael Thau, che si era occupato della edizione in DVD del primo Superman, effettuò così un lungo e minuzioso lavoro di ricerca negli archivi della Warner Bros., passando poi a montare il tutto sotto la supervisione di Donner stesso e di Tom Mankiewicz. La produzione rintracciò negli archivi della Warner Bros. anche le riprese di Marlon Brando e, tramite un accordo con i suoi eredi, venne concesso di utilizzarle. Donner venne accreditato come regista del film, al posto di Lester. Più della metà delle riprese filmate da Lester vennero rimosse dal montaggio e sostituite con materiale girato da Donner. Rimasero solo alcune scene che Donner non poté girare, per ragioni di coerenza narrativa. Di conseguenza, circa l'83% delle riprese del film sono di Donner. Superman II: The Richard Donner Cut uscì direttamente su DVD e Blu-ray nel novembre 2006 e venne dedicato alla memoria di Christopher Reeve.

## Distribuzione
La première del film si tenne il 2 novembre 2006, presso la Directors Guild of America di Hollywood, alla presenze di Richard Donner, del produttore Ilya Salkind e di alcuni membri del cast, come Margot Kidder e Sarah Douglas. Il 25 novembre, inoltre, il film venne proiettato anche al Fine Arts Theatre di Los Angeles e il ricavato della vendita dei biglietti andò alla Christopher and Dana Reeve Foundation.

## Accoglienza

### Critica
Il film venne accolto positivamente dalla critica. Il sito Rotten Tomatoes riportò che il 90% delle 10 recensioni professionali ha dato un giudizio positivo sul film, contro l'83% del film diretto da Lester.